# Louis Néez
Louis Néez est un missionnaire français né le 11 février 1680 à Verneuil-sur-Avre  et mort le 19 octobre 1764 à Trai-nhoi.

## Biographie
Fils d'échevin de Verneuil et frère de l'abbé commendataire de l'abbaye royale de La Valette, Louis Néez est titulaire du prieuré de Notre-Dame-des-Bois, à Secondigny, dans le diocèse de La Rochelle.
Après son passage au Séminaire des Missions étrangères de Paris, il s'embarque à La Rochelle pour les missions en 1712. Il arrive au Tonkin occidental en 1715.